# IC 3139
IC 3139 је појединачна звијезда у сазвјежђу Дјевица која се налази на листи објеката дубоког неба у Индекс каталогу.
Деклинација објекта је + 9° 7' 38" а ректасцензија 12h 19m 0,7s.